# Ishan Pandita
Ishan Pandita (ur. 26 maja 1998 w Nowym Delhi) – indyjski piłkarz, występujący na pozycji napastnika w indyjskim klubie Kerala Blasters oraz w reprezentacji Indii.

## Statystyki

### Klubowe
Na podstawie:
| Klub               | Sezonów | Liga                | Liga  | Liga   | Puchar krajowy | Puchar krajowy | Kontynentalne | Kontynentalne | Suma  | Suma   |
| Klub               | Sezonów | Liga                | Mecze | Bramki | Mecze          | Bramki         | Mecze         | Bramki        | Mecze | Bramki |
| ------------------ | ------- | ------------------- | ----- | ------ | -------------- | -------------- | ------------- | ------------- | ----- | ------ |
| FC Goa             | 1       | Indian Super League | 11    | 4      | 0              | 0              | 6             | 0             | 17    | 4      |
| Jamshedpur FC      | 2       | Indian Super League | 34    | 5      | 2              | 1              | –             | –             | 36    | 6      |
| Kerala Blasters FC | 1       | Indian Super League | 0     | 0      | 2              | 0              | –             | –             | 2     | 0      |
|                    | Łącznie | Łącznie             | 45    | 9      | 4              | 1              | 6             | 0             | 55    | 10     |

### Reprezentacyjne
Na podstawie:
| Występy i gole w reprezentacji | Występy i gole w reprezentacji | Występy i gole w reprezentacji | Występy i gole w reprezentacji | Występy i gole w reprezentacji | Występy i gole w reprezentacji | Występy i gole w reprezentacji | Występy i gole w reprezentacji | Występy i gole w reprezentacji |
| Lp.                            | Data                           | Miasto                         | Przeciwnik                     | Wynik                          | Czas                           | Gole                           | Inne                           | Rozgrywki                      |
| ------------------------------ | ------------------------------ | ------------------------------ | ------------------------------ | ------------------------------ | ------------------------------ | ------------------------------ | ------------------------------ | ------------------------------ |
| 1.                             | 25.03.2021                     | Dubaj                          | Oman                           | 1:1 (0:1)                      | 72'–90'                        |                                |                                | mecz towarzyski                |
| 2.                             | 29.03.2021                     | Abu Zabi                       | Zjednoczone Emiraty Arabskie   | 0:6 (0:2)                      | 59'–90'                        |                                |                                | mecz towarzyski                |
| 3.                             | 28.05.2022                     | Doha                           | Jordania                       | 0:2 (0:0)                      | 87'–90'                        |                                |                                | mecz towarzyski                |
| 4.                             | 14.06.2022                     | Kalkuta                        | Hongkong                       | 4:0 (2:0)                      | 1'–74'                         | 1                              | 90'                            | Eliminacje PA 2023             |
| 5.                             | 24.09.2022                     | Ho Chi Minh                    | Singapur                       | 1:1 (1:1)                      | 77'–90'                        |                                |                                | mecz towarzyski                |
| 6.                             | 02.01.2023                     | Ho Chi Minh                    | Wietnam                        | 0:3 (0:1)                      | 86'–90'                        |                                |                                | mecz towarzyski                |

## Sukcesy
Na podstawie:

### Klubowe
Z Al-Sadd SC:
- Mistrz Indii w sezonie regularnym 2022

### Reprezentacyjne
- Puchar Interkontynentalny 2023